# NNG
Az NNG (2010 előtt Nav N Go) budapesti alapítású navigációsszoftver-gyártó cég, a globális autóipar jelentős beszállítója. 6 kontinensen összesen 12 irodát és 4 képviseltet tart fent, közel 1000 alkalmazottja van. Termékei több mint 190 országban és 50 nyelven elérhetőek.

## Az NNG története
Az NNG garázscégként indult 2004-ben (egyik alapítója és 2015-ig vezérigazgatója Balogh Péter). Első nemzetközi bemutatkozása 2006-ban volt a németországi CeBIT-en, ahol 26 európai ország navigációs térképét egy gigabájtos memóriakártyán mutatták be, radikálisan csökkentve az akkori navigációs megoldásokban megszokott tárhely-igényt.
Az egyre bővülő vállalat nyolc irodát működtet világszerte: Magyarország a központ, ezen kívül van irodájuk Izraelben, Svájcban, az Egyesült Államokban, Indiában, Kínában és Ausztráliában. 118 országban és 46 különböző nyelven nyújtanak szolgáltatást, szoftverei olyan vezető hardvergyártók készülékein találhatók meg, mint a Becker, Clarion, Pioneer, Samsung, ezenkívül a Vodafone-nal van globális megállapodásuk.
Az iGO Automotive termékfejlesztésnek köszönhetően az NNG Kft. 2012-ben 34%-os árbevétel-növekedést realizált, több, mint 1,6 Mrd Ft értékben. A megnövekedett autóipari megrendelések következtében a vállalat üzleti tevékenységének 80%-a az autóiparban mutatkozik meg, miközben 60%-os bruttó árrésnövekedést mutatott 2012-ben. Ma már a világ tíz legnagyobb autómárkából hét az NNG iGO Automotive megoldását alkalmazza új multimédiás egysége részeként. 
Kevesebb, mint tíz év alatt egy kezdő navigációs szoftvereket gyártó cégből a világ autóiparának az egyik vezető beszállítója lett az iGO Automotive szoftvert gyártó NNG.

## Termékei
Az NNG fő terméke az iGO nevű turn-by-turn navigációs szoftver.